# Галеб Џонатан Ливингстон
Галеб Џонатан Ливингстон (енг. Jonathan Livingston Seagull), дело је Ричарда Баха чије прво издање је илустровао Расел Мунсон. Представља приповетку написану у облику новеле која говори о галебу који покушава да спозна живот и летење, и тиме даје лекцију о уздизању сопственог бића. Новела је први пут објављена 1970. године, а до 1972. је одштампано преко милион примерака. Ридерс Дајџест је издао сажету верзију и књига је доспела у сам врх листе бестселера Њујорк Тајмса, где се задржала 38 недеља. Књига се такође нашла на врху листе најпродаванијих романа часописа Паблишерс Викли 1972. и 1973. године. Реиздата је 2014. године под називом Галеб Џонатан Ливингстон: Комплетно издање у коме је причи додат четврти део од седамнаест страна.

## Радња
Књига представља причу о Џонатану Ливингстону, галебу коме су досадиле свакодневне чарке око хране. Опчињен летењем, он форсира себе да научи све што може о летењу, све док на крају његово одбијање да се уклопи не доведе до изопштавања из јата. Овако одбачен, он наставља да учи, постајући све задовољнији својим способностима, што га води ка спокојном и срећном животу.
Једног дана Џонатан упознаје два галеба који га воде на „виши ниво постојања“ у коме не постоји рај, већ један бољи свет до кога се долази усавршавањем знања. Ту упознаје још једног галеба који воли да лети. Открива да га његова изузетна истрајност и жеља за учењем чине „једном у милион птица“. На овом новом месту Џонатан постаје пријатељ са најмудријим галебом, Чјангом, који га уводи у свет ван сви његових претходних спознаја, учећи га како да се у трену створи било где у Свемиру. Тајна је, каже Чјанг, „почети од сазнања да си већ стигао на жељено место“. Незадовољан својим новим животом, Џонатан се враћа на Земљу да пронађе друге сличне себи, да им пренесе своје знање и шири своју љубав за летењем. Његова мисија је успешна и окупља око њега оне који су изопштени због неприлагођености. На крају, један од његових првих ученика, галеб Флечер Линд, и сам постаје учитељ, а Џонатан одлази да подучава друга јата.

### Први део
Први део књиге описује младог Џонатана Ливингстона који је фрустриран бесмисленим материјализмом, конформизмом и ограничењима које доноси жвот једног галеба. Страсно је опчињен летењем сваке врсте, а његова  душа се уздиже док експериментише са узбудљивим изазовима које доносе одважни подвизи у ваздуху. На крају, неприлагођеност ограниченом животу галеба доводи га у сукоб са његовим јатом. Они му окрећу леђа, избацују га из свог друштва и протерују. Необесхрабрен њиховим поступком, Џонатан наставља своје напоре да досегне све више циљеве летења и сазнаје да је често успешан, али на крају достиже границу висине коју не може прећи. Након тога упознаје два сјајна, брижна галеба који му објашњавају да је много научио али да су они сада ту да га науче више.

### Други део
Џонатан прелази у друштво у коме сви галебови уживају у летењу. Он за то постаје способан тек након тешког и дугог самосталног вежбања, а први процес учења и повезивања искусног наставника и марљивог ученика се подиже на скоро свети ниво. Они, упркос безбројним разликама, деле нешто веома важно што их може зближити: „Мораш да схватиш да је галеб неограничена идеја слободе, оличење Великог Галеба“. Он схвата да мора бити веран себи: „Слободан си да будеш свој, заиста свој, овде и сада, и ништа те у томе не може спречити“.

### Трећи део
Ово су последње речи Џонатановог учитеља: „Настави да радиш на љубави“. Кроз његова учења Џонатан схвата да дух не може бити у потпуности слободан без способности да опрости и да пут напретка, барем за њега, води кроз то да постане учитељ, а не само да ради марљиво као ученик. Џонатан се враћа Јутарњем јату не би ли поделио новооткривене идеале и скорашње значајно искуство, спреман за тешку борбу против актуелних правила тог друштва. Способност да опрости се чини као обавезно „пролазно стање“.

### Четврти део
Ричард Бах је 2013. године узео необављени четврти део књиге који је написао истовремено са оригиналом, уредио га и преправио, а затим послао издавачу. Бах је изјавио да га је искуство блиске смрти које му се догодило након скоро фаталне авионске несреће августа 2012. године инспирисало да заврши четврти део новеле. У фебруару 2014. године, Бахово дело Илузије II је објављено у виду брошуре од 138 страна. Брошура такође садржи алузије и увиде које се односе на то искуство блиске смрти. У октобру 2014. године, књига је поново објављена под називом Галеб Џонатан Ливингстон: Комплетно издање и садржи и четврти део приповетке.

## Објављивање
Неколико издавача је одбило новелу Галеб Џонатан Ливингстон пре него што је она привукла пажњу Еленор Фрид из издавачке куће Макмилан 1969. године. Она је убедила Макмилан да откупи рукопис и Бах је добио аванс од 2000$.

## Рецепција
Неколико раних критичара истицали су први део књиге, описујући га као део америчке културе позитивног размишљања и самопомоћи, чији су представници Норман Винсент Пил и покрет Нова мисао. Филмски критичар Роџер Иберт је написао да је књига „толико банална да морају да је продају одраслима; деца би је прозрела“.
Књига је сврстана на листу 50 „ванвременских класика духовности“ у једној књизи Тома Батлер-Боудона који тврди да је „сада, после 35 година, лако превидети оригиналност концепта ове књиге и упркос томе што је неки сматрају наивном, она у суштини изражава ванвременске идеје о људском потенцијалу“.
Џон Клут је за Енциклопедију фантастике написао: „Фантастично дело о животињама које говори о галебу филозофу који је дубоко опчињен летењем али који захтева превише од своје заједнице и бива из ње протеран. Он постаје проклета луталица савршеног понашања, затим умире, и у постхумним фантастичним  сценама – иако је превише мудар да би сумњао у истинитост смрти и превише миран и сигуран да би имао какве сумње у своју способност кретања ка вишем – он спознаје већу мудрост. Када се врати на Земљу наставља да проповеда и исцељује и на крају се враћа на небо где и припада“.

## У популарној култури
Галеб Џонатан Ливингстон је добио име по Џону Х. Ливингстону, тест-пилоту компаније за производњу авиона Вако, који је умро од срчаног удара у 76. години у току пробне вожње акробатског авиона Питс Специјал кућне израде.
Голуб Марвин Стенли, дело Томаса Михана, пародија је објављена 1972. године у Њујоркеру: „Голуб Марвин Стенли није био обичан голуб. Док су остали голубови проводили време грабећи се за храну, голуб Марвин Стенли је радио на својој књизи, на симсу једног прозора Одељка за рукописе у Народној библиотеци у Брајант Парку. Хтео је да заврши свој роман на време за Макмиланову пролећну листу“.

## Адаптације
Ова новела је инспирисала снимање истоименог играног филма, за који је музику радио Нил Дајмонд. Филм Галеб Џонатан Ливингстон је снимио Хол Барлет много година пре компјутерских ефеката. Како би галебови реаговали на знак и изводили акробације, Марк Смит из Ескондида у Калифорнији је направио летелице контролисане преко радија које су са даљине од пар метара невероватно личиле на праве галебове.
Бах, који је написао сценарио за филм, тужио је Парамаунт Пикчерс пре изласка филма јер је сматрао да постоји превише неслагања између филма и књиге. Редитељ Бартлет је наводно прекршио клаузулу у уговору са Бахом која је гласила да се никакве промене на филму не могу направити без Бахове сагласности. Бах је критиковао сцене које је Бартлет снимио а које нису постојале у књизи, понајвише сцену у којој Џонатана изненада напада дивљи соко (коме је сам Бартлет дао глас). Суд је донео одлуку да Бахово име буде избрисано са шпице и да филм буде пуштен са обавештењем да Бах није одобрио коначну верзију филма. Бахов адвокат је изјавио: „Била је потребна невероватна храброст рећи да овај филм мора престати да се приказује у биоскопима уколико се не преправи. Парамаунт је био затечен“.
Музику за филм коју је компоновао Нил Дајмонд и продуцирао Том Каталано је награђена Греми наградом 1974. године, као најбоља музика писана за играни филм или телевизијски специјал. Албум је зарадио више пара него сам филм.
Ирски глумац Ричард Харис је освојио Греми 1973. године за аудио књигу на плочи Галеб Џонатан Ливингстон. До данас Харисово читање није објављено ни у једном другом формату. Верзије које чита аутор, Ричард Бах, објављене су на плочама, касетама и компакт дисковима.